# Tenghory
Tenghori est un village du Sénégal situé en Basse-Casamance. C'est le chef-lieu de la commune de Tenghori et de l'arrondissement de Tenghori, dans le département de Bignona et la région de Ziguinchor.

## Géographie
Les localités les plus proches sont Bignona, FaLméré, Guirina et Mandouar.
Il convient de noter que Tenghori est chef-lieu de la communauté de Tenghory il est aussi chef-lieu d'arrondissement. Il comprend comme quartiers Djikesse (que certains qui méconnaissent les réalités considèrent comme un village qui n'en est pas un mais un quartier, car djikesse n'a pas de chef de village distinct de celui de Tenghori, seulement un représentant du chef du village de Tenghori), le 2e quartier est celui de tenghori arrondissement comme son nom l'indique c'est le quartier où est implanté la sous-préfecture de Tenghori ensuite le 3e quartier assez important est celui de tenghori catholique qu'on appelle souvent en diola catipeuk (c'est-à-dire de l'autre côté), enfin le dernier quartier qui est de naissance récente et qui demeure le plus peuplé des quartiers qui regroupent aujourd'hui toutes les ethnies du Sénégal est le quartier tenghori compliqué qui à l'origine avait deux nom tenghori goudron ou tenghori cafoye (coquille d'arachide).
Il est important de retenir que administrativement et depuis l'origine de la création du village de Tenghori, djikesse n'a jamais été un village c'est un quartier de tenghori et le quartier de tenghori compliqué que d'autres surnomment tenghori transgambien relève de la communauté de tenghori et n'est nullement rattaché à Bignona. La commune de Bignona n'a jamais eu une quelconque compétence sur cette partie du village malgré les prétentions de certaines personnes.
.

### Population
Lors du dernier recensement (2002), la localité comptait 3 518 habitants et 490 ménages.